# Ga Chí Chủ
Ga Chí Chủ là một nhà ga xe lửa tại huyện Thanh Ba tỉnh Phú Thọ. Nhà ga là một điểm của đường sắt Hà Nội - Lào Cai và nối với ga Phú Thọ với ga Vũ Ẻn.
| Ga trước Phú Thọ | Đường sắt Việt Nam Đường sắt Hà Nội - Lào Cai | Ga sau Vũ Ẻn |